# Ophiocistioidea
Classe
Les Ophiocistioidea (parfois orthographiés Ophiocystioidea) forment une classe éteinte d'échinodermes ayant vécu au cours du Paléozoïque.

## Description et caractéristiques

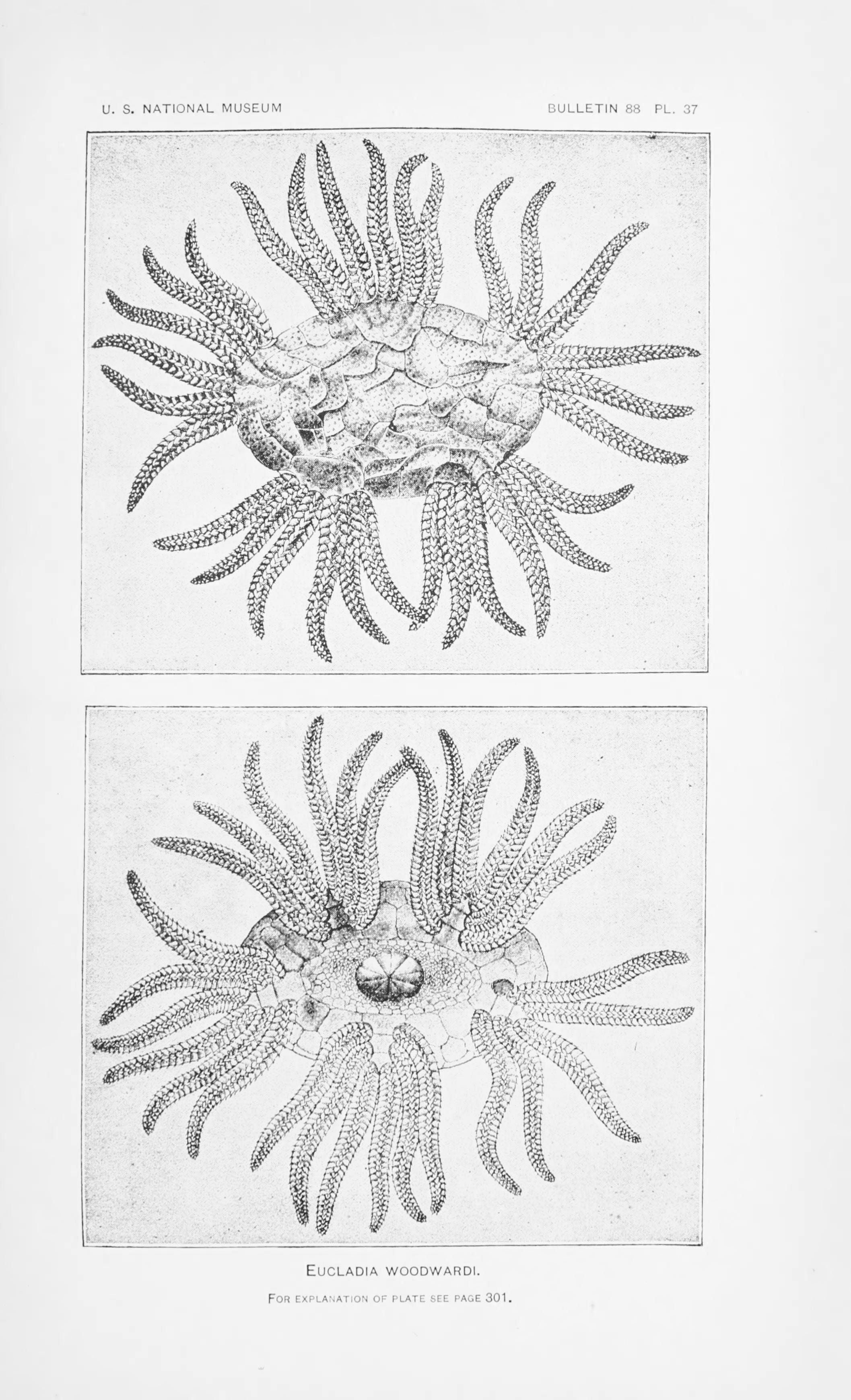
Dessin d'Eucladia woodwardi, par Charles Schuchert (1915).

Les ophiocistioïdes avaient un corps en forme de dôme aplani formé par un test plus ou moins solide composé de plaques calcaires emboîtées (à la manière des oursins). Comme tous les échinodermes modernes, le corps est structuré selon une symétrie pentaradiaire (symétrie centrale d'ordre 5), sans « tête » différenciée. La bouche était localisée à l'apex du dôme et entourée par un ensemble de cinq mâchoires portant des dents rapeuses très dures (appelées « goniodontes », proches de la lanterne d'Aristote des oursins), qui sont souvent les seuls éléments retrouvés dans le registre fossile. Ces animaux ne possédaient apparemment pas d'anus, mais un madréporite était présent sur la surface supérieure, entouré par ce qui semble être des pores génitaux pour la sortie de gamètes.
Cinq ambulacres rayonnent sur la surface supérieure du test depuis la bouche, mais s'arrêtent avant la face inférieure, aplatie. Chacun se termine par plusieurs grands bras à la marge du dôme, qui permettaient manifestement la reptation. Ceux-ci sont appelés podia, mais sont beaucoup plus gros et robustes que ces mêmes organes chez les échinodermes modernes : ici, ils forment de longs bras (comparables à ceux des ophiures), couverts de petites plaques osseuses, qui ont permis leur préservation fossile.
Leur nom vient du grec ophis (serpent) et kustos (boîte), faisant référence à leur test solide dont sortent des bras proches de ceux des ophiures.

## Registre fossile
Les fossiles classées dans ce groupe apparaissent au début de l'Ordovicien inférieur (-475 millions d'années), et disparaissent à la fin du Permien (-254 Ma).

## Phylogénie
La structure squelettique proche de celle des oursins (et des holothuries pour certaines espèces molles) fait souvent ranger ces animaux dans le sous-embranchement des Echinozoa, qui regroupe ces deux classes. Les données sont cependant encore insuffisantes pour statuer définitivement sur ce cas, même si l'étude de fossiles particulièrement bien préservés suggère qu'il pourrait s'agir du groupe ancêtre des holothuries. 
À l'heure actuelle, environ 40 espèces ont été identifiées (dont 10 au Dévonien, qui semble être l'âge d'or de ce groupe), classées dans 17 genres et 6 familles. La plupart des fossiles ont été trouvés en Amérique du Nord et en Europe, et quelques-uns en Australie.
Liste des familles et genres d'après Reich & Haude (2004)
- Famille Volchoviidae Hecker, 1938 
  - genre Volchovia Hecker, 1938
- Famille Eucladidae Gregory, 1896
  - genre Eucladia Woodward, 1869
  - genre Anguloserra Haude & Langenstrassen, 1976
- Famille Sollasinidae Fedotov, 1926 
  - genre Sollasina Fedotov, 1926
  - genre Euthemon Sollas, 1899
  - genre Cardioserra Romanek, 1984
  - genre Klukovicella Prokop & Petr, 1987
- Famille Rhenosquamidae Richter, 1930 
  - genre Rhenosquama Richter, 1930
  - genre Gillocystis Jell, 1983
- Famille Rotasacciidae Haude & Langenstrassen, 1976
  - genre Rotasaccus Haude & Langenstrassen, 1976 [ 1976b]
  - genre Erisserra Boczarowski,2001
  - genre Longiserra Boczarowski, 2001
  - genre Ornatoserra Boczarowski, 2001
  - genre Pararotasaccus Kozur &Mostler, 1989
- Famille Linguaserridae Reich & Haude 2004
  - genre Linguaserra Langer, 1991

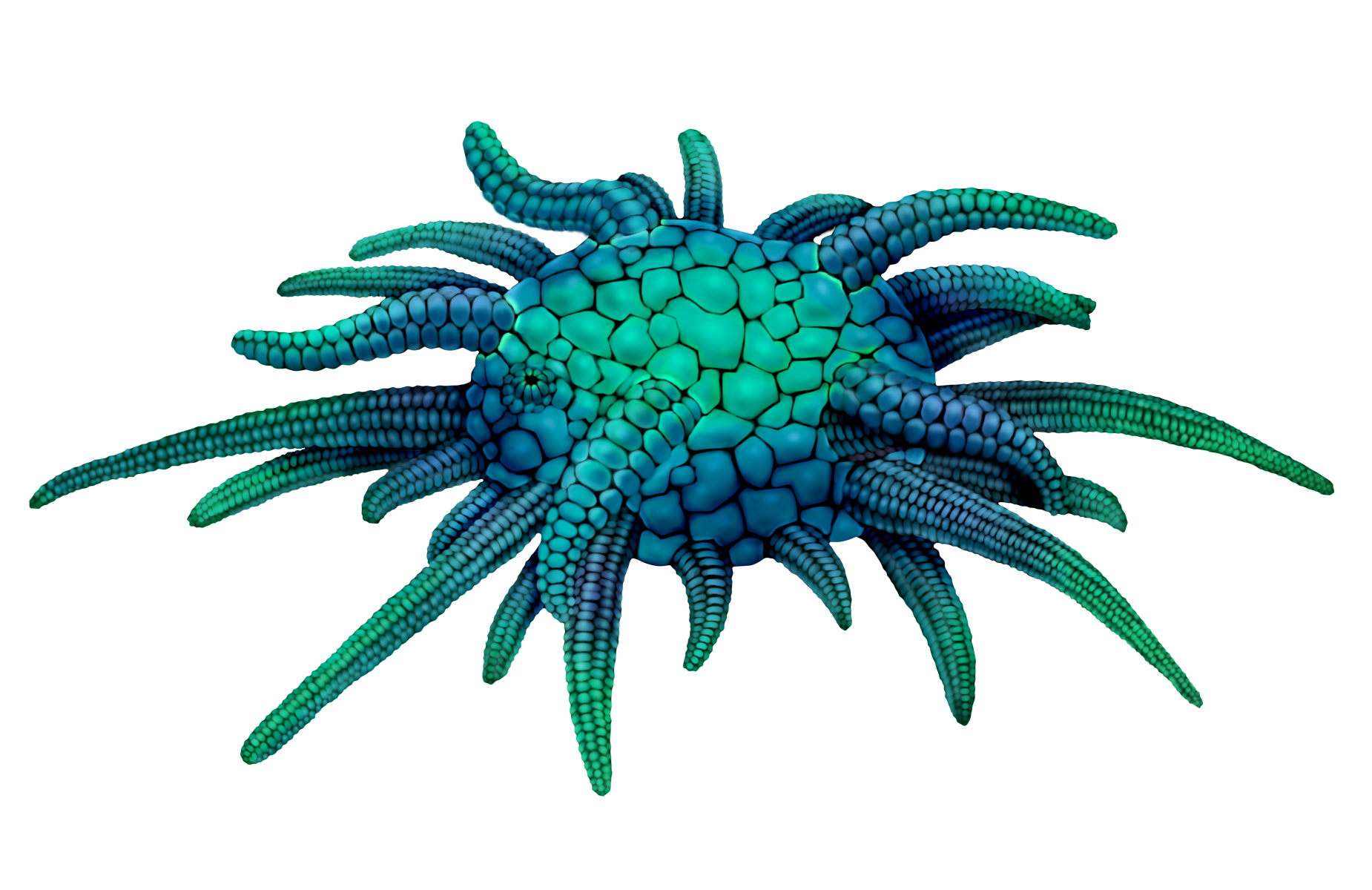
Reconstitution de Sollasina cthulhu (Sollasinidae).
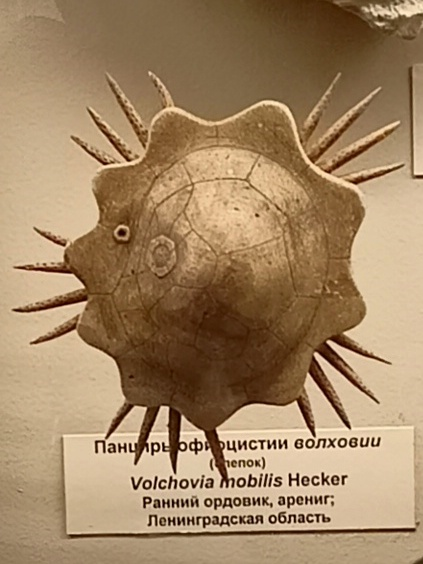
Reconstitution de Volchovia mobilis (Volchoviidae)